# Extinció del Triàsic-Juràssic
L'extinció massiva del Triàsic-Juràssic fou una extinció que marca el límit entre els períodes Triàsic i Juràssic fa 199,6 milions d'anys. Es creu que aproximadament la meitat de les espècies vivents a la Terra s'extingiren, incloent-hi els crurotarsis i amfibis més grossos. Gràcies a les conseqüències d'aquesta extinció, els dinosaures es trobaren en una posició avantatjosa per convertir-se en els animals dominants durant els següents 134 milions d'anys. Les causes d'aquesta extinció romanen controvertides però una gran erupció volcànica, i el canvi climàtic posterior, sembla la més probable.